# Traubach-le-Haut
Traubach-le-Haut (en alsacià Ewertröibàch) és un municipi francès, situat a la regió del Gran Est, al departament de l'Alt Rin. L'any 2008 tenia 448 habitants.

## Demografia
| 1962 | 1968 | 1975 | 1982 | 1990 | 1999 |
| ---- | ---- | ---- | ---- | ---- | ---- |
| 325  | 356  | 360  | 390  | 400  | 448  |

## Administració
| Període   | Identitat         | Partit |
| --------- | ----------------- | ------ |
| -2001     | Louis Dietmann    |        |
| 2001-2008 | Marc Dietmann     |        |
| 2008-     | Jean Michel Finck |        |